# Blodets tron
Blodets tron (på japanska Kumonosu-jō (蜘蛛巣城)) är en japansk film från 1957 i regi av Akira Kurosawa. Det är en filmatisering av Shakespeares teaterpjäs Macbeth. En direktöversättning av den japanska titeln skulle bli "Spindelvävsslottet" (på engelska "Spiderweb Castle.")
Den mest kända scenen kommer framåt slutet, då härskaren (representerande Macbeth) peppras full av pilar, och nålas fast i väggen av dessa.

## Rollista
| Skådespelare      | Rollfigur    | Motsvarighet i Macbeth                       |
| ----------------- | ------------ | -------------------------------------------- |
| Toshirō Mifune    | Washizu      | Macbeth                                      |
| Isuzu Yamada      | Asaji        | Lady Macbeth                                 |
| Minoru Chiaki     | Miki         | Banquo                                       |
| Chieko Naniwa     | Skogsande    | De tre häxorna                               |
| Hiroshi Tachikawa | Lord Tzuzuki | Kung Duncan                                  |
| Akira Kubo        | Yoshiteru    | Fleance                                      |
| Takamaru Sasaki   | Kuniharu     | Malcolm III av Skottland och eller Donalbain |
| Takashi Shimura   | Noriyasu     | MacDuff                                      |